# Península de Challapata
Challapata es una península del lado boliviano del lago Titicaca, perteneciente a la provincia de Camacho del departamento de La Paz. Es una de las penínsulas más grandes del lago con una superficie de 19,10 km². El río Suches desemboca en su lado oeste, y además presenta varias lagunas.